# Erich Wolfsfeld
Erich Wolfsfeld (* 27. April 1884 in Krojanke; † 29. März 1956 in London) war ein aus Nazideutschland emigrierter jüdischer deutsch-englischer  Maler, Grafiker und Professor für Radierkunst.

## Leben und Werk
In einer jüdischen Familie in Westpreußen geboren, wuchs Erich Wolfsfeld in Berlin auf. Von 1902 bis 1913 studierte er an der Berliner Hochschule für die Bildenden Künste, u. a. Malerei bei dem Menzel-Schüler Konrad Böse und Radierung bei Hans Meyer, widmete sich hier speziell der Technik der Radierung und Kaltnadelradierung, die er vor allem mit Arbeiten im Großformat zu hoher künstlerischer Perfektion brachte. Er verbrachte auch Studienaufenthalte in London und Rom, wo er auf Otto Greiner traf. Später lernte er einige Zeit bei Jules Lefebvre an der Académie Julian in Paris.
Bereits um 1915 setzte eine rege Rezeption von Wolfsfelds grafischem Werk ein. Ab 1916 unterrichtete er an der Unterrichtsanstalt des Kunstgewerbemuseums Berlin, 1920 wurde er dort zum Professor für Malerei und Radierkunst berufen; 1924 fusionierte seine Hochschule zu den Vereinigten Staatsschulen für Freie und Angewandte Kunst unter der Leitung von Bruno Paul. Wolfsfeld leitete als Nachfolger von Max Slevogt mehrere Jahre den Berliner Radierverein. Erich Wolfsfeld war auch Mitglied im Deutschen Künstlerbund. Zu seinen Berliner Schülern gehören Ida Köhne, Lotte Laserstein, Herbert Häfner, Alois Kowol, Gottfried Meyer und Arno Mohr.
1928 reiste er in die Türkei, nach Marokko und Ägypten; arabische und orientalische Szenen gehören zu seinen bekanntesten Motiven. 1935 heiratete er die Tänzerin Ilse Fackenheim (Illa Walter). 1936 wurde Erich Wolfsfeld wegen seiner jüdischen Herkunft von den Nationalsozialisten aus dem Lehramt entlassen. 1936 gehörte er mit Lisbeth Cassirer, Franz Landsberger, Max Osborn, Josef Bato (1888–1966) und Rachel Wischnitzer-Bernstein zur Jury der Reichsausstellung Jüdischer Künstler im Berliner Jüdischen Museum. 1939 gelang dem Ehepaar die Auswanderung nach England, wo Wolfsfeld zunächst als Enemy Alien auf der Isle of Wight interniert wurde. In England hatte er später weithin beachtete Ausstellungen; schon 1943 stellte er in der Royal Academy aus, 1956 wurde er assoziiertes Mitglied der Royal Society of Painter-Printmakers.

## Auszeichnungen
- 1910: Kaiser-Wilhelm-Medaille in Gold für die Radierung „Die Bogenschützen“[4]

## Werke (Auswahl)
- Porträt von Dorothy Stone (Öl auf Leinwand, 99,5 × 76,5 cm; Ben Uri Galerie und Museum London)[5]
- Verkauf Josephs nach Ägypten (Öl auf Leinwand, 250 × 515 cm; Wandgemälde in der Magdalenenkapelle der Magdalenenkirche Berlin-Neukölln)[6]